# Seidenbaron
Als Seidenbarone wurden einige der Krefelder Seidenfabrikanten bezeichnet, die es im 18. und 19. Jahrhundert zu großem Ansehen, Reichtum und vor allem Unabhängigkeit vom Einfluss der Obrigkeit gebracht hatten. Der Begriff „Baron“ bezeichnet in diesem Zusammenhang den so betitelten als einen freien, unabhängigen Mann mit weitreichenden Privilegien.

## Freiherrn von der Leyen
Der Erste Freiherr (Baron) dieser Familie war Friedrich Heinrich von Friedrich von der Leyen. Er war ein äußerst erfolgreicher Seidenfabrikant aus Krefeld und mit seinem Vetter Friedrich in 3. Generation Geschäftsführer der Samt- und Seidenfabrik Friedrich und Heinrich von der Leyen & Cie., die fast den gesamten europäischen Adel mit kostspieligen Tüchern und Seidenstoffen wie Samt und Seidenbrokat belieferte. Durch seine Erhebung in den preußischen Adelsstand wurden er und seine Nachfahren, die Freiherren von der Leyen, tatsächlich zu Freiherrn / Baronen. Letzter aktiver Hersteller und Kaufmann aus dieser Familie war Gustav Heinrich Freiherr von der Leyen, der 1857 die Produktion beendete.

## Einzelnachweis
1. ↑  Helmuth Croon: von der Leyen, Friedrich Heinrich Freiherr von der L. zu Bloemersheim. In: Neue Deutsche Biographie (NDB). Band 14, Duncker & Humblot, Berlin 1985, ISBN 3-428-00195-8, S. 433 (Digitalisat).